# Metabolische Energie
Metabolische Energie (kurz ME; englisch metabolizable energy, auch Umsetzbare Energie) wird die gesamte verwertbare Energiemenge bezeichnet, die Nutzvieh aus einem Futtermittel zur Verfügung steht.
Die Metabolische Energie ist zur Bewertung von Wiederkäuerfutter wichtig. Der Gesamtenergiegehalt (GE) von Futtermitteln abzüglich der Energie, die mit dem Kot ausgeschieden wird (KE) ergibt den Energiebetrag, der zur Bewertung von Pferdefutter herangezogen wird.
Um an den Wert der metabolischen Energie zu gelangen, muss man von diesem den Energiebetrag abziehen, der mit Harn sowie Verdauungsgasen ausgeschieden wird. Bei Pferden kann man diese Verluste vernachlässigen.
Die Netto-Energie-Laktation (NEL) ist kleiner als die metabolische Energie. Hiermit wird nur die Energiemenge bezeichnet, die nach dem energieaufwändigen Verdauungsprozess zur Milchproduktion (Laktation) zur Verfügung steht.
Der Begriff wird im Zusammenhang mit Stoffwechselvorgängen auch verallgemeinernd in den Biowissenschaften verwendet.